# Pentasteron
Pentasteron là một chi nhện trong họ mierenjagers (Zodariidae).

## Các loài
Các loài trong chi này gồm:
- Pentasteron intermedium Baehr & Jocqué, 2001
- Pentasteron isobelae Baehr & Jocqué, 2001
- Pentasteron oscitans Baehr & Jocqué, 2001
- Pentasteron parasimplex Baehr & Jocqué, 2001
- Pentasteron securifer Baehr & Jocqué, 2001
- Pentasteron simplex Baehr & Jocqué, 2001 *
- Pentasteron sordidum Baehr & Jocqué, 2001
- Pentasteron storosoides Baehr & Jocqué, 2001